# Saison 12 de RuPaul's Drag Race
La douzième saison de RuPaul's Drag Race est diffusée pour la première fois du 28 février 2020 au 29 mai 2020 sur MTV aux États-Unis et sur WOW Presents Plus à l'international.
Le 19 août 2019, l'émission est renouvelée pour sa douzième saison. Le casting est composé de treize nouvelles candidates et est annoncé le 23 janvier 2020 lors d'un live Twitter animé par Yvie Oddly, gagnante de la saison précédente.
La gagnante de la douzième saison reçoit un an d'approvisionnement de maquillage chez Anastasia Beverly Hills et 100 000 dollars américains.
La gagnante de la saison est Jaida Essence Hall, avec Crystal Methyd et Gigi Goode comme seconde.

## Candidates
(Les noms et âges donnés sont ceux annoncés au moment de la compétition.)
| Candidate          | Âge | Résidence                  | Classement |
| ------------------ | --- | -------------------------- | ---------- |
| Jaida Essence Hall | 32  | Milwaukee, Wisconsin       | Gagnante   |
| Crystal Methyd     | 28  | Springfield, Missouri      | Secondes   |
| Gigi Goode         | 21  | Los Angeles, Californie    | Secondes   |
| Sherry Pie         | 27  | New York, État de New York | 4e place   |
| Jackie Cox         | 34  | New York, État de New York | 5e place   |
| Heidi N Closet     | 24  | Ramseur, Caroline du Nord  | 6e place   |
| Widow Von'Du       | 30  | Kansas City, Missouri      | 7e place   |
| Jan                | 26  | New York, État de New York | 8e place   |
| Brita              | 34  | New York, État de New York | 9e place   |
| Aiden Zhane        | 29  | Acworth, Géorgie           | 10e place  |
| Nicky Doll         | 28  | New York, État de New York | 11e place  |
| Rock M. Sakura     | 28  | San Francisco, Californie  | 12e place  |
| Dahlia Sin         | 28  | Los Angeles, Californie    | 13e place  |

## Progression des candidates
|                    | Épisode | Épisode | Épisode | Épisode | Épisode | Épisode | Épisode | Épisode | Épisode | Épisode | Épisode | Épisode | Épisode | Épisode        |
| 1                  | 2       | 3       | 4       | 5       | 6       | 7       | 8       | 9       | 10      | 11      | 12      | 13      | 14      |                |
| ------------------ | ------- | ------- | ------- | ------- | ------- | ------- | ------- | ------- | ------- | ------- | ------- | ------- | ------- | -------------- |
| Jaida Essence Hall |         | WIN     | SAFE    | HIGH    | SAFE    | SAFE    | SAFE    | HIGH    | WIN     | WIN     | BTM2    | HIGH    | INVITÉE | GAGNANTE       |
| Crystal Methyd     | SAFE    |         | LOW     | SAFE    | SAFE    | LOW     | HIGH    | HIGH    | HIGH    | HIGH    | WIN     | BTM2    | INVITÉE | SECONDE        |
| Gigi Goode         | TOP2    |         | SAFE    | WIN     | HIGH    | WIN     | WIN     | LOW     | LOW     | SAFE    | SAFE    | WIN     | INVITÉE | SECONDE        |
| Sherry Pie         |         | TOP2    | WIN     | SAFE    | WIN     | HIGH    | SAFE    | LOW     | SAFE    | HIGH    | LOW     | SAFE    |         |                |
| Jackie Cox         | SAFE    |         | HIGH    | SAFE    | HIGH    | HIGH    | LOW     | HIGH    | BTM2    | BTM2    | HIGH    | ELIM    | INVITÉE | INVITÉE        |
| Heidi N Closet     | SAFE    |         | HIGH    | SAFE    | BTM2    | SAFE    | BTM2    | WIN     | HIGH    | BTM2    | ELIM    |         | INVITÉE | MISS SYMPATHIE |
| Widow Von'Du       | WIN     |         | SAFE    | SAFE    | HIGH    | SAFE    | SAFE    | BTM2    | ELIM    |         |         |         | INVITÉE | INVITÉE        |
| Jan                |         | SAFE    | SAFE    | SAFE    | HIGH    | SAFE    | HIGH    | ELIM    |         |         |         |         | INVITÉE | INVITÉE        |
| Brita              | SAFE    |         | SAFE    | BTM2    | LOW     | BTM2    | ELIM    |         |         |         |         |         | INVITÉE | INVITÉE        |
| Aiden Zhane        |         | SAFE    | SAFE    | LOW     | HIGH    | ELIM    |         |         |         |         |         |         | INVITÉE | INVITÉE        |
| Nicky Doll         | SAFE    |         | BTM2    | HIGH    | ELIM    |         |         |         |         |         |         |         | INVITÉE | INVITÉE        |
| Rock M. Sakura     |         | SAFE    | SAFE    | ELIM    |         |         |         |         |         |         |         |         | INVITÉE | INVITÉE        |
| Dahlia Sin         |         | SAFE    | ELIM    |         |         |         |         |         |         |         |         |         | INVITÉE | INVITÉE        |

 La candidate a remporté la saison.
 La candidate a fini seconde.
 La candidate a été éliminée lors de la finale.
 La candidate a été élue Miss Congeniality.
 La candidate a gagné le défi.
 La candidate a été une des deux meilleures candidates de la semaine mais a perdu le lip-sync.
 La candidate a reçu des critiques positives et a été déclarée sauve.
 La candidate a été déclarée sauve.
 La candidate a reçu des critiques négatives et a été déclarée sauve.
 La candidate a été en danger d'élimination.
 La candidate a été éliminée.

## Lip-syncs
| Épisode | Candidate                                            | vs.                                                  | Candidate                                            | Chanson              | Artiste                                   | Gagnante           |
| ------- | ---------------------------------------------------- | ---------------------------------------------------- | ---------------------------------------------------- | -------------------- | ----------------------------------------- | ------------------ |
| 1       | Gigi Goode                                           | vs.                                                  | Widow Von'Du                                         | Starships            | Nicki Minaj                               | Widow Von'Du       |
| 2       | Jaida Essence Hall                                   | vs.                                                  | Sherry Pie                                           | Call Your Girlfriend | Robyn                                     | Jaida Essence Hall |
| Épisode | Candidate                                            | vs.                                                  | Candidate                                            | Chanson              | Artiste                                   | Candidate éliminée |
| 3       | Dahlia Sin                                           | vs.                                                  | Nicky Doll                                           | Problem              | Ariana Grande ft. Iggy Azalea             | Dahlia Sin         |
| 4       | Brita                                                | vs.                                                  | Rock M. Sakura                                       | S&M                  | Rihanna                                   | Rock M. Sakura     |
| 5       | Heidi N Closet                                       | vs.                                                  | Nicky Doll                                           | Heart to Break       | Kim Petras                                | Nicky Doll         |
| 6       | Aiden Zhane                                          | vs.                                                  | Brita                                                | Let It Go            | Caissie Levy                              | Aiden Zhane        |
| 7       | Brita                                                | vs.                                                  | Heidi N Closet                                       | Burning Up           | Madonna                                   | Brita              |
| 8       | Jan                                                  | vs.                                                  | Widow Von'Du                                         | This Is My Night     | Chaka Khan                                | Jan                |
| 9       | Jackie Cox                                           | vs.                                                  | Widow Von'Du                                         | Firework             | Katy Perry                                | Widow Von'Du       |
| 10      | Heidi N Closet                                       | vs.                                                  | Jackie Cox                                           | Kill the Lights      | Alex Newell & DJ Cassidy ft. Nile Rodgers | Aucune             |
| 11      | Heidi N Closet                                       | vs.                                                  | Jaida Essence Hall                                   | 1999                 | Prince                                    | Heidi N Closet     |
| 12      | Crystal Methyd                                       | vs.                                                  | Jackie Cox                                           | On the Floor         | Jennifer Lopez ft. Pitbull                | Jackie Cox         |
| Épisode | Candidate                                            | vs.                                                  | Candidate                                            | Chanson              | Artiste                                   | Gagnante           |
| 14      | Crystal Methyd vs. Gigi Goode vs. Jaida Essence Hall | Crystal Methyd vs. Gigi Goode vs. Jaida Essence Hall | Crystal Methyd vs. Gigi Goode vs. Jaida Essence Hall | Bring Back My Girls  | RuPaul                                    | —                  |
| 14      | Crystal Methyd                                       | Crystal Methyd                                       | Crystal Methyd                                       | I'm Like a Bird      | Nelly Furtado                             | —                  |
| 14      | Gigi Goode                                           | Gigi Goode                                           | Gigi Goode                                           | Take on Me           | a-ha                                      | —                  |
| 14      | Jaida Essence Hall                                   | Jaida Essence Hall                                   | Jaida Essence Hall                                   | Get Up               | Ciara                                     | —                  |
| 14      | Crystal Methyd vs. Gigi Goode vs. Jaida Essence Hall | Crystal Methyd vs. Gigi Goode vs. Jaida Essence Hall | Crystal Methyd vs. Gigi Goode vs. Jaida Essence Hall | Survivor             | Destiny's Child                           | Jaida Essence Hall |

 La candidate a gagné le lip-sync et la saison.
 La candidate a remporté le lip-sync et est la gagnante de l'épisode.
 La candidate a été éliminée après sa première fois en danger d'élimination.
 La candidate a été éliminée après sa deuxième fois en danger d'élimination.
 La candidate a été éliminée après sa troisième fois en danger d'élimination.
 La candidate a été éliminée après sa quatrième fois en danger d'élimination.

## Juges invités
La liste des juges invités de la douzième saison de RuPaul's Drag Race est dévoilée le 13 février 2020. Cités par ordre d'apparition :
- Nicki Minaj, rappeuse américaine ;
- Robyn, chanteuse suédoise ;
- Thandiwe Newton, actrice britannique ;
- Olivia Munn, actrice américaine ;
- Leslie Jones, actrice américaine ;
- Normani, chanteuse et danseuse américaine ;
- Daniel Franzese, acteur américain ;
- Jonathan Bennett, acteur américain ;
- Alexandria Ocasio-Cortez, femme politique américaine ;
- Winnie Harlow, mannequin canadienne ;
- Chaka Khan, chanteuse américaine ;
- Jeff Goldblum, acteur américain ;
- Rachel Bloom, actrice américaine ;
- Daisy Ridley, actrice britannique ;
- Whoopi Goldberg, actrice américaine ;
- Jamal Sims, chorégraphe américain.

### Invités spéciaux
Certains invités apparaissent lors des épisodes, mais ne font pas partie du panel de jurés.
Épisode 1
- Kimora Blac, drag queen américaine ;
- Mayhem Miller, drag queen américaine ;
- Raven, drag queen américaine ;
- The Vivienne, drag queen britannique.

Épisode 2
- Kim Chi, drag queen américaine ;
- Mayhem Miller, drag queen américaine ;
- Raven, drag queen américaine ;
- Kylie Sonique Love, drag queen américaine ;
- Zaldy, styliste américano-philippin.

Épisode 3
- Charo, actrice et chanteuse hispano-américaine ;
- Vivacious, drag queen américaine.

Épisode 6
- Vanessa Vanjie Mateo, drag queen américaine.

Épisode 7
- David Benjamin Steinberg, producteur américain ;
- Erik Paparozzi, producteur américain ;
- Jamal Sims, chorégraphe américain.

Épisode 8
- Bob Harper, coach sportif américain.

Épisode 9
- Raven, drag queen américaine.

Épisode 13
- Harry Hamlin, acteur américain ;
- Lisa Rinna, actrice américaine ;
- Vanessa Vanjie Mateo, drag queen américaine ;
- Victoria Parker, drag queen américaine.

Épisode 14
- Adam Lambert, chanteur américain ;
- Adore Delano, drag queen américaine ;
- Bianca Del Rio, drag queen américaine ;
- Bob the Drag Queen, drag queen américaine ;
- Daniel Franzese, acteur américain ;
- Dolly Parton, chanteuse américaine ;
- Kim Petras, chanteuse allemande ;
- Latrice Royale, drag queen américaine ;
- Monét X Change, drag queen américaine ;
- Nina West, drag queen américaine ;
- Peppermint, drag queen américaine ;
- Rachel Bloom, actrice américaine ;
- Sasha Velour, drag queen américaine ;
- Scarlet Envy, drag queen américaine ;
- Vanessa Vanjie Mateo, drag queen américaine ;
- Vivacious, drag queen américaine.
- Whoopi Goldberg, actrice américaine ;
- Yvie Oddly, drag queen américaine.

## Épisodes
| Équipe    | 3 Girls, 1 Brain | 3 Girls, 1 Brain | 3 Girls, 1 Brain | The Del Rio Triplets | The Del Rio Triplets | The Del Rio Triplets | Fruity Patooties | Fruity Patooties   | Fruity Patooties | Fruity Patooties | Squirrel Scouts | Squirrel Scouts | Squirrel Scouts |
| --------- | ---------------- | ---------------- | ---------------- | -------------------- | -------------------- | -------------------- | ---------------- | ------------------ | ---------------- | ---------------- | --------------- | --------------- | --------------- |
| Candidate | Aiden Zhane      | Brita            | Sherry Pie       | Gigi Goode           | Heidi N Closet       | Jackie Cox           | Dahlia Sin       | Jaida Essence Hall | Jan              | Rock M. Sakura   | Crystal Methyd  | Nicky Doll      | Widow Von'Du    |

| Candidate  | Aiden Zhane    | Brita           | Crystal Methyd | Gigi Goode          | Heidi N Closet | Jackie Cox | Jaida Essence Hall | Jan               | Sherry Pie        | Widow Von'Du           |
| Personnage | Patricia Quinn | Jennifer Hudson | Poppy          | « Maria The Robot » | Leslie Jones   | Lisa Rinna | Cardi B            | Bernadette Peters | Katharine Hepburn | Ike Turner Tina Turner |

| Candidate                    | Jan                                 | Jackie Cox                                    | Gigi Goode                 | Brita                                | Jaida Essence Hall                            | Sherry Pie                                    | Crystal Methyd       | Widow Von'Du         | Heidi N Closet                         |
| Période de la vie de Madonna | 1983 Madonna                        | 1984 Like a Virgin                            | 1986 True Blue             | 1990 Blond Ambition Tour             | 1990 Justify My Love                          | 1996 Evita                                    | 1998 Ray of Light    | 2000 Music           | 2015 Rebel Heart                       |
| Référence à Michelle Visage  | 2015 Saison 7 de RuPaul's Drag Race | 2012 Saison 1 de RuPaul's Drag Race All Stars | 1992 S.O.U.L. S.Y.S.T.E.M. | 2018 Saison 10 de RuPaul's Drag Race | 2012 Saison 1 de RuPaul's Drag Race All Stars | 2018 Saison 3 de RuPaul's Drag Race All Stars | 1998 The RuPaul Show | 1998 The RuPaul Show | 2019 Saison 1 de RuPaul's Drag Race UK |

| Candidate finaliste     | Crystal Methyd | Gigi Goode           | Jaida Essence Hall |
| ----------------------- | -------------- | -------------------- | ------------------ |
| Victoire(s)             | 1              | 4                    | 3                  |
| Épisode(s)              | Épisode 11     | Épisodes 4, 6, 7, 12 | Épisodes 2, 9, 10  |
| Risque(s) d'élimination | 1              | 0                    | 1                  |
| Épisode(s)              | Épisode 12     | —                    | Épisode 11         |